# 安井至
安井 至（やすい いたる、1945年2月23日 - ）は、日本の工学者。
東京都生まれ。国際連合大学名誉副学長。東京大学名誉教授。2020年より（株）バックキャストテクノロジー総合研究所エクゼクティブフェロー。資源エネルギー庁原子力小委員会委員長。

## 履歴および役職
- 東京都立戸山高等学校卒業（1963年）
- 東京大学工学部合成化学科卒業 （1968年）[1]
- 東京大学大学院工学系研究科博士課程修了、工学博士（1973年）
- 米国レンセラー工科大学博士研究員（1975～1977年）
- 東京大学工学部助手、講師を経て、東京大学生産技術研究所助教授、教授（1990年）
- 東京大学国際・産学共同研究センター教授（1996～2003年）、同センター長（1996～1999年）
- 東京大学名誉教授（2003年～）
- 国際連合大学副学長（2003年～2007年）、同名誉副学長（2008年～）
- 科学技術振興機構研究開発戦略センター上席フェロー（2008年～2009年）
- 2005年1月から2年間　（社団法人）環境科学会会長
- 2009年4月より2015年3月まで（独立行政法人）製品評価技術基盤機構理事長
- 2015年4月より2020年6月まで、（一財）持続性推進機構理事長
- 2020年8月より、株式会社バックキャストテクノロジー総合研究所　エクゼクティブフェロー

## 専門分野、活動
セラミックス分野（非晶質構造論、材料設計、計算機材料科学）、人間地球環境系の研究の他。
1997年から、Webサイト、「市民のための環境学ガイド」を運用し、週１回の記事の追加を継続し、できるだけわかりやすい記述をしていた　（http://www.yasuienv.net/）が、2021年から記事の容量の問題からFacebookのプライベートアカウントへ移行し、サイトも2023年以降閉鎖されている。
過去、上記サイトの記事によって、マイナスイオンについての、疑似科学的な宣伝活動についても批判した。
ダイオキシン危険性について、猛毒物質であることを主張する東京大学大学院医学系研究科疾患生命工学センター教授遠山千春と論争をした。

## 著書

### 単著
- 『光材料―アモルファスと単結晶』 （大日本図書、1991年5月） ISBN 978-4477001036
- 『市民のための環境学入門』 （丸善、1998年9月） ISBN 978-4621071038
- 『21世紀の環境予測と対策』 （丸善、2000年7月） ISBN 978-4621047743
- 『環境と健康―誤解・常識・非常識 信じ込んでいませんか？』 （丸善、2002年8月） ISBN 978-4621070734
- 『続・環境と健康―誤解・常識・非常識』 （丸善、2003年2月） ISBN 978-4621071410
- 『リサイクル―回るカラクリ止まる理由』 （日本評論社、2003年6月） ISBN 978-4535048263
- 『環境問学』 （ナツメ社、2008年7月4日） ISBN 978-4816345517
- 『「化学」で何がわかるか』（化学工業日報社、2011年11月８日）　ISBN 978-487326595-7
- 『地球の破綻　２１世紀版　成長の限界』　（日本規格協会､2012年12月26日）　ISBN 978-454230192-4

### 共著
- 『高機能性ガラス』 共著者：川副博司 （東京大学出版会、1985年12月） ISBN 978-4130641647
- 『リサイクルのすすめ』 共著者：遠藤剛、高月紘、中村恒夫 （丸善、1995年6月） ISBN 978-4621040676
- 『マンガ先端科学入門―ビジネスマン必読 !!』 共著者：川合知二、榊佳之 （日経ホーム出版社、2003年10月） ISBN 978-4931421431
- 『国連の将来と日本の役割』 共著者：川口順子、村田俊一、弓削昭子、佐藤行雄 （関西学院大学出版会、2005年4月） ISBN 978-4907654740

### 翻訳
- 『リスクメーターではかるリスク！―アスベスト、水銀、…の危険度』 著：David Ropeik、George Gray 共訳：原美永子 （丸善、2005年11月） ISBN 978-4621076231

### 編集
- 『ガラス工学ハンドブック』 共編者：小川晋永、国分可紀、近藤敬、寺井良平、山根正之、和田正道 （朝倉書店、1999年7月） ISBN 978-4254252385
- 『リサイクルの百科事典』 （丸善、2002年3月） ISBN 978-4621049563
- 『ガラス工学ハンドブック―普及版』 共編者：国分可紀、寺井良平、山根正之、和田正道 （朝倉書店、2010年10月25日） ISBN 978-4254252651

### 監修
- 『ごみとリサイクル』 （ポプラ社、2006年4月） ISBN 978-4591090480

## 家族
- 息子…安井佑輝（元CHARCOAL FILTERのベーシスト）